# Пул (денежная единица)
Пул — денежная единица Золотой Орды, Чагатайского улуса, Кокандского, Джунгарского ханства, Бухарского эмирата и Йеттишара. В настоящее время разменная денежная единица Афганистана, равная 1/100 афгани.

## Происхождение
По мнению Ивана Спасского, происхождение названия монеты можно отнести ко временам Римской империи, когда в один из денежных кризисов порча серебряной монеты привела к такому её обесцениванию, что в обращение пошли мешочки с монетами. Их название — фоллис (лат. follis) — перешло к византийской медной и, несколько видоизмененное (фулюс, фельс, фелс), попало в монетные системы Ближнего Востока и оттуда в джучидское монетное дело.

## Место выпуска. Внешний вид
Первые медные пулы были выпущены в 1250-х годах на существовавшем до монгольского завоевания монетном дворе города Булгара с именем умершего халифа ан-Насир лид-Дина. В дальнейшем их чеканка производилась на более чем двадцати монетных дворах разных частей Золотой Орды, крупнейшими из которых были Сарай, Гюлистан, Крым, Азак, Хорезм.
Внешне медные, как и серебряные, монеты Золотой Орды оформлялись весьма однообразно, причём чеканенные в разных городах, они выглядели, за редкими исключениями, по-разному и были легко отличимы друг от друга. Золотоордынские пулы, как и монеты всех монгольских улусов, имели мусульманский облик. Легенда на монетах писалась с использованием арабского алфавита. Преобладали надписи на тюркском, персидском, арабском и уйгурском языках. В медном чекане, обеспечивающем местную сферу денежного обращения, мусульманские запреты на использование изображений большой роли не играли. Медные пулы несут на себе образы животных (например, льва, барса), птиц, всадника и другого.
На монетах XIII — начала XIV веков помещалась тамга дома Бату как символ единства правящего рода. Тамга могла помещаться и на стороне, где было имя хана, и на противоположной.

## Техника чеканки
Золотоордынские пулы чеканились на заготовках, изготовленных из разрубленных частей прута, откованного или вытянутого до определённого диаметра. После этого прут разрубался по разметкам и полученные таким образом заготовки плющились и отжигались перед наложением штемпеля. Толщина заготовки оказывалась неодинаковой. Один конец, на который приходился обруб, — толще, противоположный, на который приходились более сильные удары молотка — тоньше. В XIV веке вначале изготовлялись «чурки» — обрубленные с обеих сторон куски проволоки. После расплющивания места обрубов обрезались ножницами, что хорошо видно при осмотре края монет. Изображение наносилось путём чеканки штемпелями, которые изготавливались из стальных прутьев круглого сечения необходимого диаметра.
Известны находки заготовок на Селитренном, Царевском и Водянском городищах в Нижнем Поволжье.

## Обращение пул
Стоимость меди в пулах была ниже их номинальной стоимости, то есть имел место их принудительный курс. В провинциальных городах Золотой Орды этот принудительный курс устанавливался, очевидно, местными властями и действовал только в нём. Поэтому местный провинциальный чекан не выходит в массовых количествах за пределы своего города. Будучи частично знаком стоимости, пулы не могли храниться долго. При такой практике постоянных смен меди в обращении они быстро теряли свою стоимость, если их не сдавали в казну. Поэтому очень мало кладов медных пуло и поэтому их так часто теряли люди. Это объясняет большое количество находок медных пулов в культурном слое золотоордынских городов.

## Русское пуло
В подражание джучидским пулам в XV — начале XVI века аналогичные медные монеты чеканились в Москве, Твери, Новогороде и Пскове. При этом место чеканки обозначалось на самой монете: «пуло московское», «пуло тверское» и т. д. Денежные знаки имели незначительную ценность (60—70 пул равнялись 1 денге) и использовались для мелких расчетов.